# Giannis Papanikolaou
Giannis Papanikolaou (Atenas, 18 de noviembre de 1998) es un futbolista griego que juega en la demarcación de centrocampista para el Çaykur Rizespor de la Superliga de Turquía.

## Selección nacional
Tras jugar en varias categorías inferiores de la selección, finalmente hizo su debut con la selección de fútbol de Grecia en un partido de la Liga de Naciones de la UEFA 2022-23 contra Chipre que finalizó con un resultado de 3-0 tras los goles de Tasos Bakasetas, Vangelis Pavlidis y Dimitris Limnios.

## Clubes
| Club              | País    | Año       | Partidos | Goles |
| ----------------- | ------- | --------- | -------- | ----- |
| Platanias FC      | Grecia  | 2016-2019 | 47       | 4     |
| Panionios FC      | Grecia  | 2019-2020 | 32       | 1     |
| Raków Częstochowa | Polonia | 2020-2024 | 118      | 8     |
| Çaykur Rizespor   | Turquía | 2024-     | 25       | 2     |

## Palmarés

### Títulos nacionales
| Título               | Club              | País    | Año  |
| -------------------- | ----------------- | ------- | ---- |
| Copa de Polonia      | Raków Częstochowa | Polonia | 2021 |
| Supercopa de Polonia | Raków Częstochowa | Polonia | 2021 |
| Copa de Polonia      | Raków Częstochowa | Polonia | 2022 |
| Supercopa de Polonia | Raków Częstochowa | Polonia | 2022 |
| Ekstraklasa          | Raków Częstochowa | Polonia | 2023 |